# Élie Vignal
Pour les articles homonymes, voir Vignal.
Élie Vignal, né le 23 juillet 1885 à Saint-Martin-de-Valamas et mort le 5 décembre 1964 à Caluire-et-Cuire, est un homme politique français.

## Biographie
Il s'installe à Lyon, afin de compléter sa formation à l’École de tissage.
En 1902, à l'âge de 17 ans, il rencontre Marc Sangnier, créateur et inspirateur du « Sillon » (mouvement politique qui vise à rapprocher le catholicisme de la République). Une association « Le Sillon lyonnais », dont il est secrétaire, est déclarée en Préfecture le 6 mars 1908.
Avec d'autres anciens sillonistes et toujours autour de Marc Sangnier, il participe ensuite à la naissance en 1913 d'un mouvement nommé la Ligue de la jeune République.
En 1914, il est officier d’infanterie. Blessé, il sera décoré de la Légion d’Honneur et de la Croix de guerre.
Aux élections de décembre 1919, il est élu conseiller municipal du 6e arrondissement de Lyon.
Membre du Conseil de Prud’hommes de Lyon depuis 1921, il en devient ensuite le président.
En 1924, il crée le Syndicat indépendant des employés de soierie.
Résistant, il est nommé conseiller municipal de Caluire-et-Cuire par le Comité de Libération, en 1944. Il est aussitôt élu maire et le restera jusqu'à sa mort, en 1964.

## Mandats politiques
- Conseiller municipal de Lyon de 1919 à 1925
- Maire de Caluire-et-Cuire de 1944 à 1964

## Hommages
Dans le mobilier urbain de Lyon, on note l’existence de « consoles de repos », également nommées « consoles « Vignal »,,. Elles permettaient aux canuts, lorsqu'ils transportaient des balles de soie, de faire une pause en se délestant du fardeau. Il n'en reste que 3 à Lyon. C'est Élie Vignal qui en aurait été le promoteur au début du XXe siècle, alors qu'il était conseiller municipal de la Ville de Lyon.

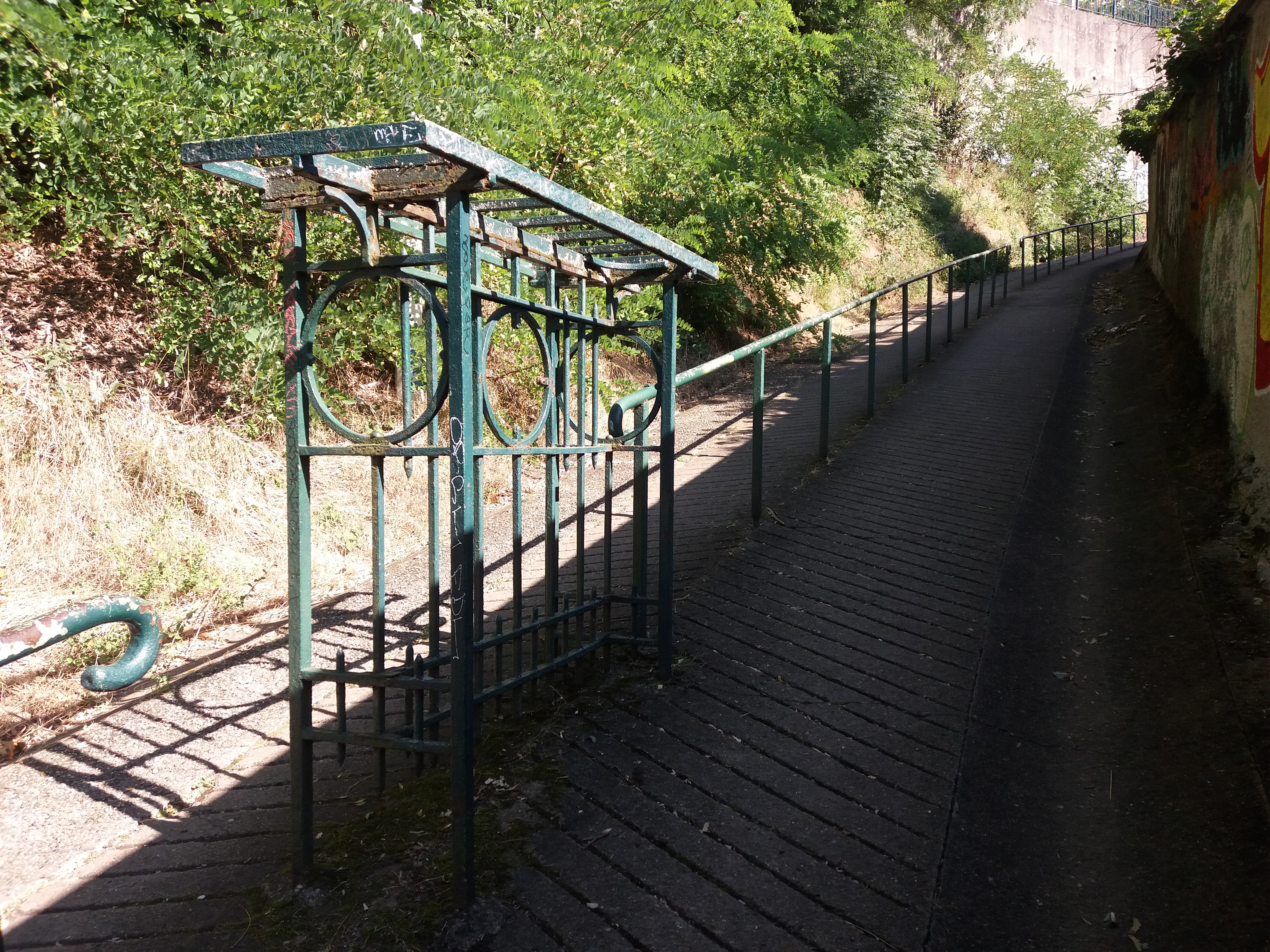
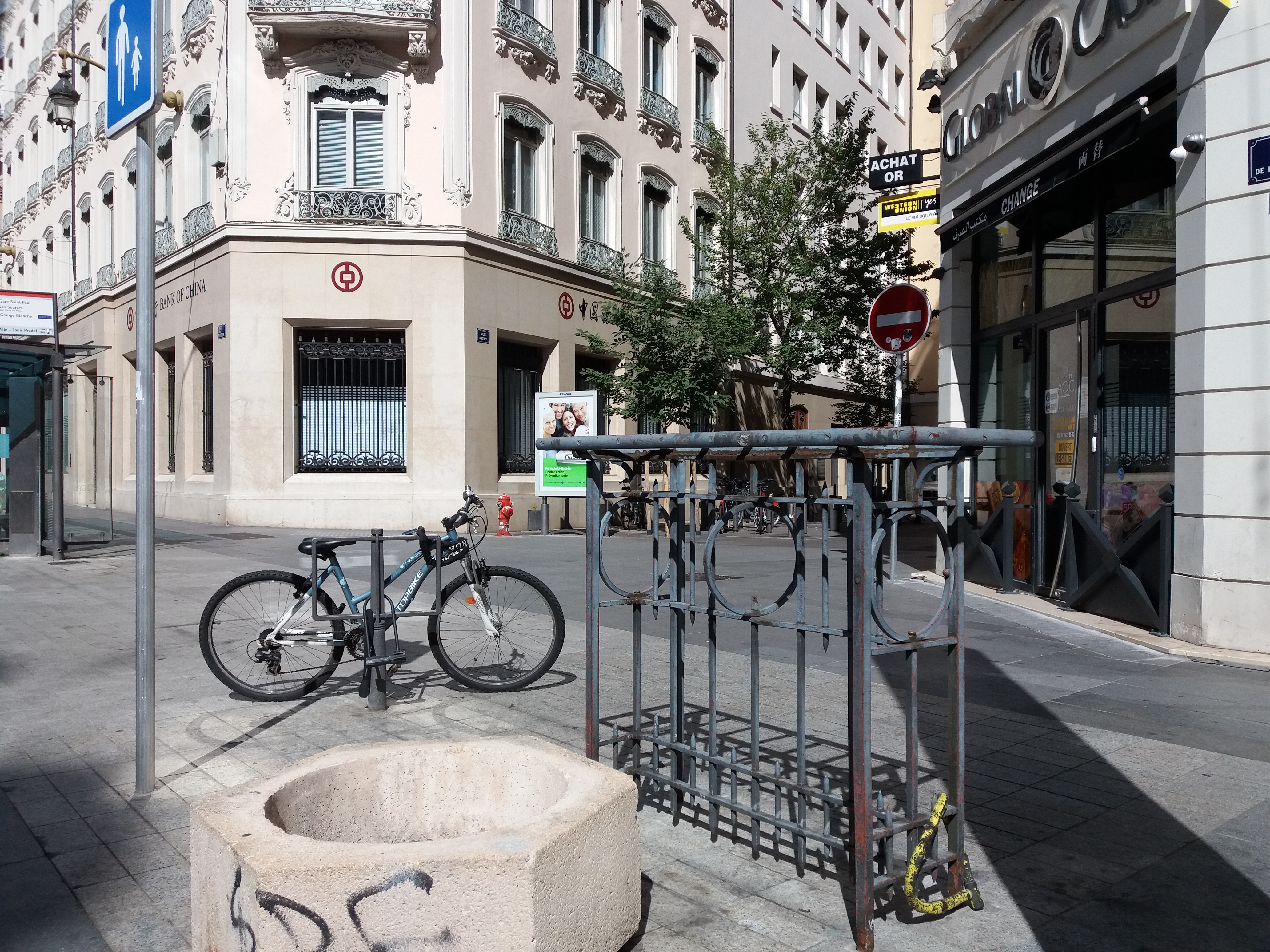
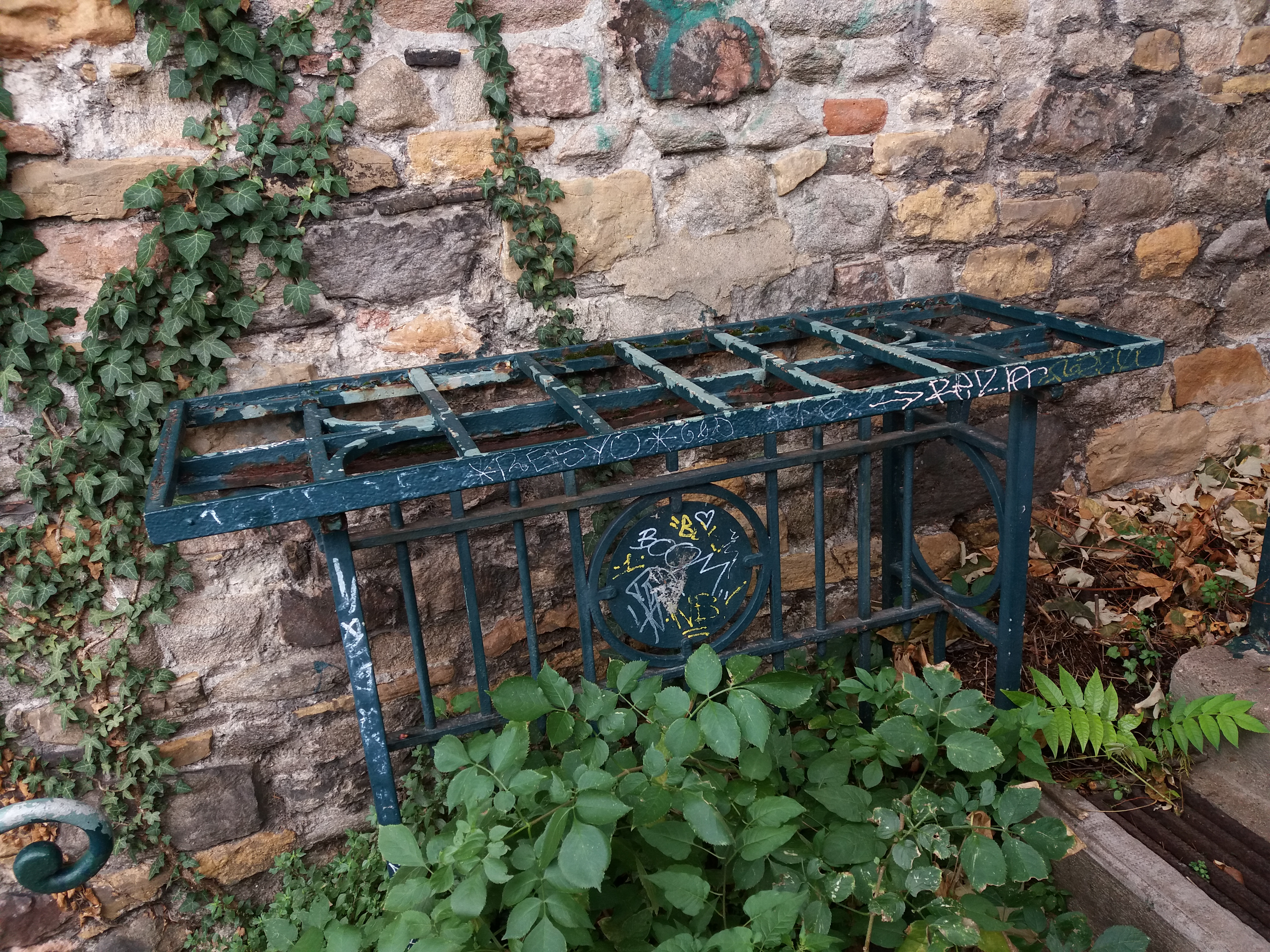

À Caluire-et-Cuire, un bâtiment scolaire, une avenue et un square ont été baptisés « Élie-Vignal ».

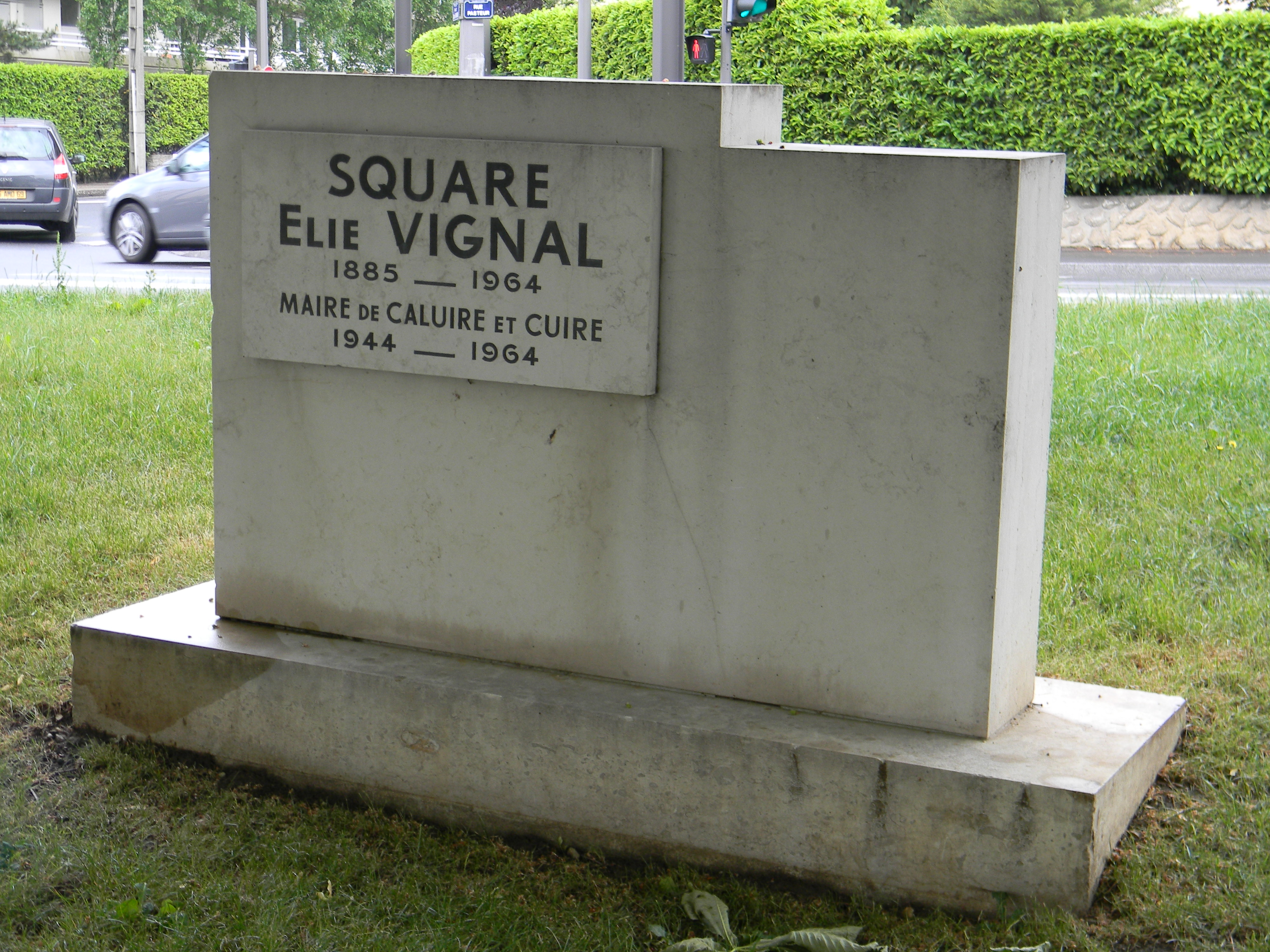
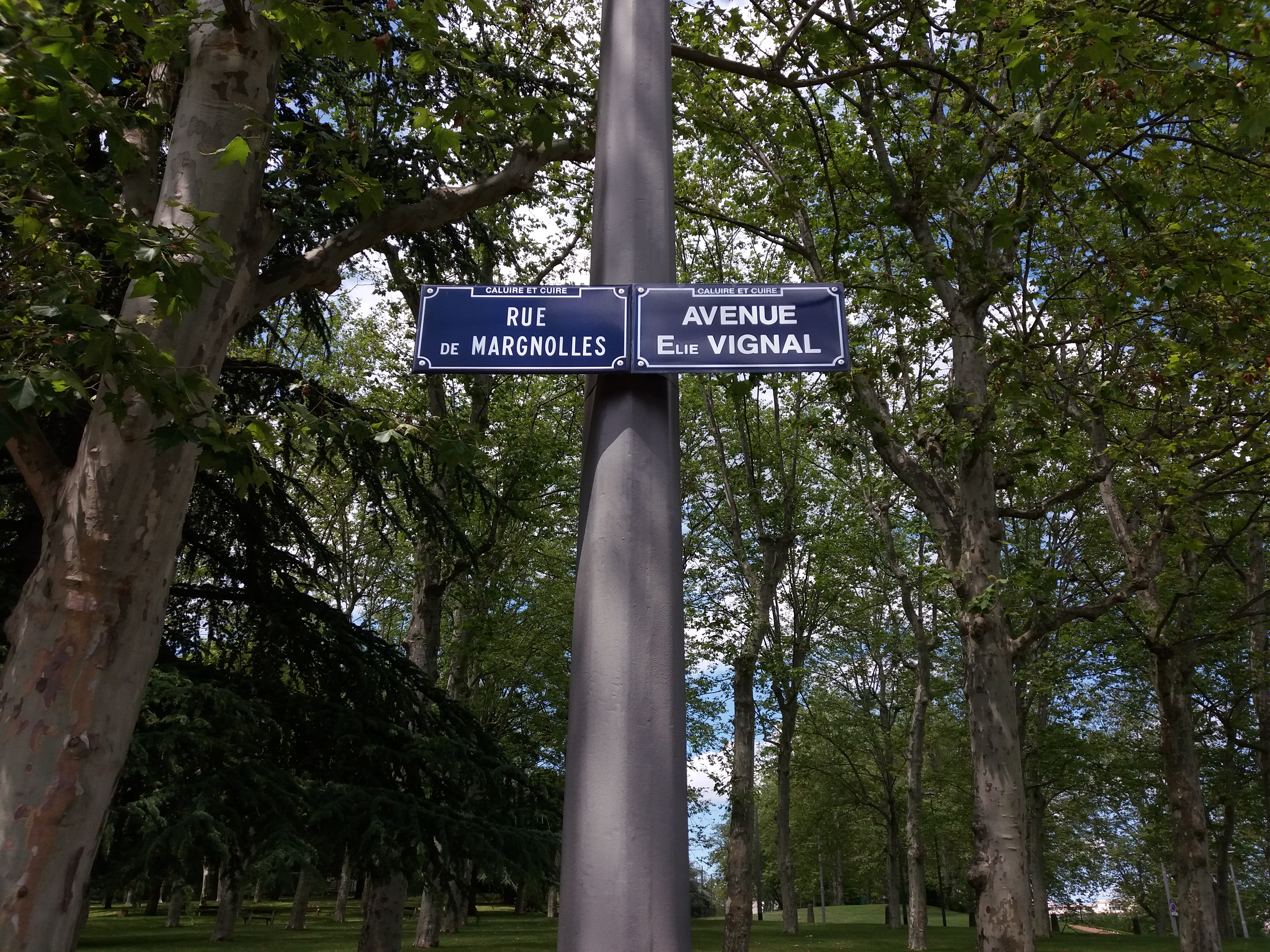

## Décorations
- Chevalier de la Légion d’honneur à titre militaire en 1931, promu Officier de la Légion d'honneur en 1957 pour faits de Résistance[7].
- Croix de guerre 1914-1918
- Officier d'Académie

## Sources
- Histoire de Caluire-et-Cuire, commune du Lyonnais de Martin Basse, Jo Basse
- Caluire-et-Cuire et ses rues de Bernard Thivoyon
- Notice biographique de M.METERY dans Xavier de Montclos (dir.), Jean-Marie Mayeur et Yves-Marie Hilaire, Dictionnaire du monde religieux dans la France contemporaine, t. 6 : Lyon — Le Lyonnais — Le Beaujolais, Lyon, Éditions Beauchesne, 1994, 543 p. (ISBN 978-2-7010-1305-3)